# Lili Elbe
Lili Ilse Elvenes, được biết đến rộng rãi với cái tên Lili Elbe (28 tháng 12 năm 1882 – 13 tháng 9 năm 1931), là một người Đan Mạch chuyển giới từ nam sang nữ. Cô là một trong những trường hợp chuyển đổi giới tính đầu tiên được ghi nhận. Elbe từng là một họa sĩ thành công dưới tên khai sinh Einar Magnus Andreas Wegener. Bà còn được giới thiệu bằng cái tên Lili (đôi khi được nhắc đến thành Lily), như là chị em của Einar. Sau thời gian chuyển đổi giới tính, bà lấy tên chính thức là Lili Ilse Elvenes và dừng công việc hội họa.
Trong một quyển sách về Elbe, năm sinh của bà được khẳng định vào năm 1886, với một vài chi tiết được thay đổi nhằm bảo vệ danh tính những người liên quan. Một nguồn khác cho biết bà sinh vào năm 1882 và kết hôn cùng Gerda Gottlieb vào năm 1904 khi còn ở trường đại học. Chi tiết bà là người lưỡng tính vẫn còn gây nhiều tranh cãi.
Quyển tự truyện của bà, Man into Woman ra mắt vào năm 1933.

## Hôn nhân và sự nghiệp

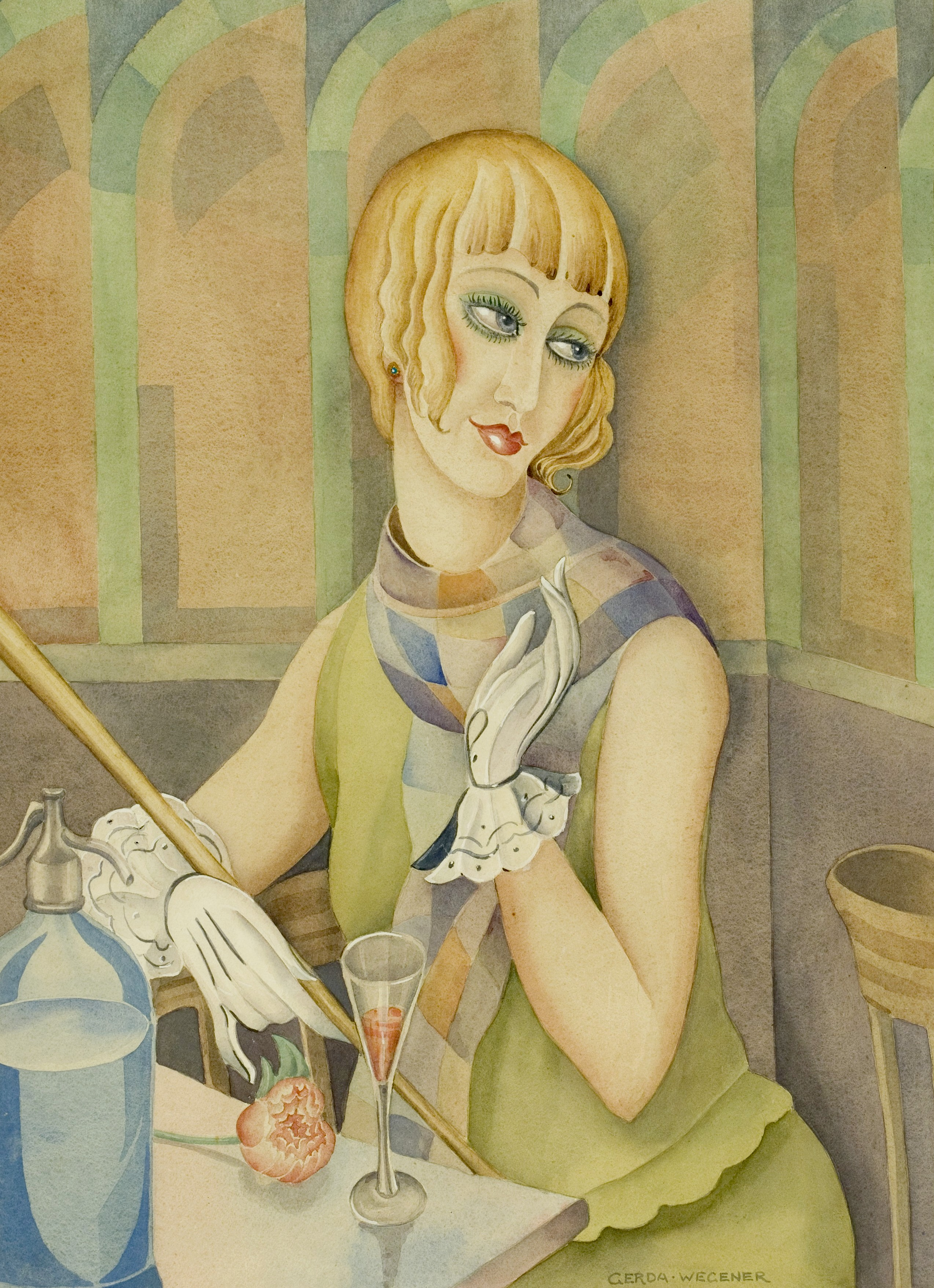
Tranh họa Lili Elbe của Gerda Gottlieb

Elbe gặp Gerda Gottlieb tại Học viện Mỹ thuật hoàng gia Đan Mạch ở Copenhagen và kết hôn vào năm 1904, khi bà 21 tuổi và Gottlieb 19 tuổi. Cả hai thực hiện vẽ tranh minh họa, với Elbe chuyên vẽ tranh phong cảnh và Gottlieb vẽ sách và tạp chí thời trang. Họ đến thăm Ý, Pháp và sau cùng định cư tại Paris vào năm 1912, nơi Elbe có thể sống công khai như một người phụ nữ và Gottlieb chủ động thể hiện mình là người đồng tính nữ. Elbe nhận giải thưởng Neuhausens vào năm 1907, với các tác phẩm được trưng bày tại Kunstnernes Efterårsudstilling, Bảo tàng Vejle Art, Saloon and Salon d'Automme tại Paris.
Elbe bắt đầu diện những bộ quần áo của phụ nữ trong một lần người mẫu của Gottlieb vắng mặt; bà được đề nghị mang bít tất và giày cao gót để tương xứng với người mẫu. Elbe cảm thấy dễ chịu với chúng một cách bất ngờ. Theo thời gian, Gottlieb trở nên nổi tiếng bởi những bức họa phụ nữ xinh đẹp với phục trang thanh lịch. Vào năm 1913, công chúng sửng sốt khi biết hình tượng mà Gottlieb lấy cảm hứng chính là Elbe.
Vào thập niên 1920 và 1930, Elbe thường xuyên được giới thiệu là một người phụ nữ, tham gia nhiều sự kiện lễ hội cùng nhiều khách mời tại nhà. Một trong những điều bà thích làm là biến mất, diện những phục trang tạo mẫu của mình lẫn trong đám đông bên ngoài đường phố Paris trong dịp Carnival. Trong lúc thể hiện mình là phụ nữ, Gottlieb thường giới thiệu bà như là chị em của Einar Wegener.

## Phẫu thuật và qua đời
Vào năm 1930, Elbe đến Đức để thực hiện chuyển đổi giới tính, điều mới chỉ là thử nghiệm vào thời gian đó. Một loạt 4 buổi giải phẫu được diễn ra trong thời gian 2 năm. Buổi giải phẫu cắt bỏ tinh hoàn đầu tiên được nhà tình dục học Magnus Hirschfeld giám sát tại Berlin. Kurt Warnekros, một bác sĩ tại phòng khám Dresden Municipal Women, là người theo dõi các cuộc phẫu thuật còn lại của Elbe. Trong buổi giải phẫu thứ hai, bà được cấy ghép buồng trứng vào hệ thống cơ bụng, sau đó được cắt bỏ dương vật cùng bìu trong buổi kế tiếp.
Trong thời gian diễn ra buổi phẫu thuật cuối cùng của Elbe, bà trở thành chủ đề xuất hiện trong nhiều bài báo tại Đan Mạch và Đức. Tòa án Đan Mạch tiến hành vô hiệu hóa cuộc hôn nhân của Wegeners vào tháng 10 năm 1930, trong khi Elbe dự định thay đổi giới tính và tên của mình một cách hợp pháp, bao gồm nhận được một tấm hộ chiếu dưới cái tên Lili Ilse Elvenes. Bà dừng sự nghiệp hội họa, tin rằng đó là một phần trong việc nhận dạng nên Einar. Lili lúc này gần như chắc chắn là người liên giới tính, với một vài báo cáo cho rằng Elbe đã có tử cung trong khoang bụng. Bà cũng có thể mắc Hội chứng Klinefelter, một tình trạng không phân li nhiễm sắc thể mới được phát hiện vào năm 1942.
Sau khi cuộc hôn nhân đổ vỡ, Lili bắt đầu mối quan hệ tình cảm cùng nhà buôn tranh người Pháp Claude Lejeune. Bà trở về Dresden để hoàn tất buổi giải phẫu cuối cùng—thực hiện âm hộ, với mong muốn có thể giúp bà kết hôn và có con với Lejeune. Vì chưa có thuốc ngăn ngừa sự đào thải của các cơ quan được cấy ghép vào cơ thể, bà qua đời vào ngày 13 tháng 9 năm 1931, tức khoảng 3 tháng sau khi phẫu thuật. Gottlieb chỉ biết tin Elbe mất khi đã dời đến Morocco cùng người chồng Major Fernando "Nando" Porta, một sĩ quan quân đội kiêm phi công và nhà ngoại giao gốc Ý. Gottlieb từng kể lại cùng một người bạn của mình về "Lily bé nhỏ tội nghiệp của tôi  [sic]". Sau khi sinh sống vài năm tại Marrakech và Casablanca, gia đình nhà Porta tan vỡ và Gottlieb trở về Đan Mạch, nơi bà qua đời "không một xu dính túi" vào năm 1940.

## Trong văn hóa đại chúng
Quyển sách Man into Woman: The First Sex Change có viết về Elbe.
The Danish Girl, một quyển tiểu thuyết kể về Elbe năm 2000 của David Ebershoff trở nên ăn khách và được chuyển thể theo nhiều ngôn ngữ. Tác phẩm điện ảnh chuyển thể do Gail Mutrux và Neil LaBute sản xuất, với diễn xuất của Eddie Redmayne trong vai Elbe nhận được sự tán dương tại Liên hoan phim Venezia vào tháng 9 năm 2015.
MIX Copenhagen đã đặt ra 4 giải thưởng "Lili" theo tên của Elbe.